# Маргарета Анжујска
Маргарета Напуљска или Маргарета Анжујска (23. март 1430 − 25. август 1482) је била енглеска краљица као супруга краља Хенрија VΙ, и ратоборна предводница Ланкастераца у Ратовима ружа.

## Брак
Рођена је у Лотарингији као кћерка Ренеа, војводе Анжуја (касније краља Напуља) и Изабеле, војвоткиње Лотарингије. За осам година старијег Хенрија VΙ удала се 23. априла 1445. године у Титфилду у Хемпширу. Међу Маргаретиним деверушама је била и Елизабет Вудвил, будућа краљица, жена Хенријевог противника. Маргарета је била доминантна жена и много чвршће руке него њен тихи муж, што је увелико подсећало и на њену мајку, која је владала и својим и мужевим поседима.
Хенри VΙ је био заинтересованији за религију и науку него за војна питања, те није имао успешну владавину. У тренутку када је оженио Марагрету његова ментална болест је већ била узнапредовала и до 13. октобра 1453. године када је рођено њихово једино дете, син познат као Едвард од Вестминстера, био је потпуно неспособан за вођење државе. Говорило се да Хенри није могао зачети дете које је било нови принц од Велса, те да је дететов прави отац је један од Марагретиних савезника.
По рођењу сина Маргарета се повукла у палату у Гриничу и није се уплитала у политику све док амбициозни Ричард од Јорка није оспорио њеном мужу право на круну. Ричард је био потомак Едварда ΙΙΙ и држао право на трон које су многи племићу подржавали. Године 1457. краљевство је било шокирано када је Маргаретин пријатељ, француски генарал Пјер де Брезе, допловио у Енглеску и спалио град Сендвич. Маргарета је тада постала предмет трачева и мржње народа. Бес народа био је толико утицајан да је Маргарета, иначе прави владар краљевства уместо свог ментално онеспособљеног мужа, била приморана Ричардовог истоименог рођака, Ричарда Невила, 16. грофа од Ворика, прогласити лордом високим адмиралом и доделити му контролу над морнарицом.

## Ратови
Непријатељство између династије Ланкастер и њеног ривала, клана Јорк, ускоро су се претвориле у оружани конфликт. Како је Хенрик VΙ био неефикасан и слаб вођа, његова моћна, енергична и агресивна краљица Маргарета постала је фактички вођа ланкастерског клана. Маргарета је изградила савез против Ричарда, војводе од Јорка, који је био присиљен војно му се супротставити, што је довело 1455. до прве битке у рату двеју ружа - битке код Светог Албанса, која је означила почетак главног периода оружаног сукоба у Ратовима двеју ружа између 1455. и 1489.
Ричард, војвода од Јорка, водио је мале војне снаге према Лондону и са Маргаретиним снагама сусрео се код Светог Албанса, северно од Лондона, 22. маја 1455. године, где се одиграла релативно мала битка, али значајна као први отворени сукоб грађанског рата. Резултат битке је био пораз Ланкастераца, при којем је неколико истакнутих ланцастерских вођа погинуло, међу којима је био и Марагретин велики савезник, Едмунд Бофорт, 2. војвода од Самерсета, а кућа Јорк и њихови савезници вратили су свој утицај.
У тренуцима када је Хенри VΙ трпео други наступ своје душевне болести, Јоркисти су поново именовали лорда протектора, а Маргарета је била гурнута у страну. Након прве битке код Светог Албанса, компромис између сукобљених страна имао је одређени успех, а Јоркисти су до Хенријевог опоравка имали доминантну улогу у регентском већу.
Међутим, проблеми који су узроковали сукоб ускоро су се поново појавили, а посебно се истицало наразјашњено питање о наследнику Хенрија VΙ. Маргарета је одбијала да прихвати било које решење које би њеном сину одузело право на трон. Само војна премоћ куће Јорк одржавала је статус кво на двору. Економске потешкоће и лоша позиција на спољнополитичком плану на крају су учинили своје. Хенри VΙ и краљица Маргарета, да би заштитили своју позицију, први пут су у енглеској историји увели регрутовање у војску.
Непријатељства су се наставила 23. септембра 1459. године, у бици код Блор Хита у Стафордширу, када велика Маргаретина војска није успела да спречи Јоркисте да се споје са другим снагама Јорка у дворцу Ладлоу.
Двадесетак дана после одиграла се следећа битка - битка код Лудфорд Бриџа, у којој су Марагретини војници однели победу. Ричард, војвода од Јорка, те лорд Солсбери и гроф од Ворика су након битке морали да побегне према Калеу. Кућа Ланкастер је тада потпуно преузела свеукупну контролу, а Јоркисти су између 1459. и 1460. почели серију напада из правца Калеа на енглеску обалу изазивајући при томе хаос и неред.
Године 1460. Ричард, Солсбери и Ворик извршили су инвазију Енглеске, и брзо нашли савезнике у Кенту и Лондону, где су и раније уживали широку подршку. У намерама их је подржао и папски изасланик, те су тако охрабрени и војно ојачани марширали на север. Хенри VΙ је водио војску на југу, док је Маргарета са сином Едвардом остала на северу. Битка код Нортемптона се одиграла 10. јула 1460. и претрпљени пораз био је катастрофалан за кућу Ланкастер. Војска Јоркиста, предвођена грофом од Ворика, због издаје у ланцастерским редовима тешко је поразила војску Ланкастера, при чему је заробљен краљ Хенри VΙ и одведен као затвореник у Лондонски торањ. Маргарета је успела да побегне и одмах започела са окупљањем војске у Велсу и на северу Енглеске, где јој помагао и мужев полубрат, Џаспер Тјудор.
Ричард од Јорка заједно са лордом Солсберија напустио је Лондон 1460. године, како би утврдио своје положаје према ланкастерским снагама на северу, концентришући се близу града Јорка. Ричард од Јорка је предводио одбрамбене положаје поред дворца Сандал, у близини Вејкфилда, на Божић 1460. године. Иако је ланкастерска војска, предвођена Маргаретом, бројем двоструко надмашивала Ричардове снаге, он је ипак 30. децембра 1460. наредио напуштање дворца и напад свим снагама. Маргаретина војска је нанела велики пораз Ричардовој. Ричард од Јорка, Солсбери и Рикардов 17-годишњи син погинули су у бици. Маргарета је заповедила да се главе све тројице истакну на улазу у Јорк.
Маргарета је након тих догађаја отпутовала у Шкотску преговарати о могућој шкотској помоћи. Марија од Гелдерна, мајка и регент малолетног шкотског краља Џејмса III, је пристала војно помоћи Маргарети, под условом одређених територијалних концесија и под условом да се њена кћер уда за Маргаретиног сина Едварда. Маргарета је пристала на те услове.
Едвард од Јорка је у међувремену стигао са својом војском из Велса и поразио војску Ланкастера у бици код Мортимер Кроса, у Херефордширу. Маргарета се са својом војском кретала према југу уз пут пљачкајући и пустошећи земљу. У Лондону, гроф од Ворика није успео да прикупи војску за сукоб са Маргаретом, те јој се без Едварда није могао супротставити у другој бици код Сент Олбанса. Маргарета је у тој бици извојевала глатку и пресудну победу над снагама Јорка. Јоркисти су побегли и напустили Лондон, те иза себе оставили чак и затвореног краља Хенрија VΙ. Како су снаге Ланкастера напредовале према југу, у Лондону је растао страх од освете, а гласине да ће град бити опљачкан су се шириле. Становништво Лондона затворило је градске улазе и одбило Маргаретиној војсци доставити храну, па је уследила пљачка околних крајева, Хартфордшира и Мидлсекса.
У међувремену Едвард од Јорка је напредовао према Лондону са запада, где је удружио снаге са пораженим грофом од Ворика, што је коинцидирало са Маргаретиним повлачењем према Дунстаблу. То је омогућило Едварду од Јорка и грофу од Ворика да уђу с војском у Лондон, где су били одушевљено дочекани и опремљени.

## Последње године и смрт
Едвард и гроф од Ворика су кренули на север, предводећи војску и код Таутона се сусрели са једнако великом ланцастерском војском са краљицом Маргаретом на челу. Битка код Таутона била је до тада највећа битка Ратова двеју ружа. Процењује се да је у бици учествовало између 40.000 и 80.000 људи, те да је у једном дану, колико је битка трајала, погинуло преко 20.000 људи. У бици код Таутона победу су једва извојевали Едвард и његова војска. Војска Ланкастера била је десеткована, а већина њихових војсковођа је погинула. Хенри VΙ и његова жена Маргарета, који су за време битке били у Јорку, сакрили су се на север, а затим побегли према Шкотској, где су их примили на двору Џејмса ΙIΙ, одакле су неуспешно покушали напад на Карлајл касније исте године.
Године 1470. Маргарета је извршила притисак на француског краља Луја ΧΙ да јој помогне да изврши инвазију на Енглеску и вратити свог супруга на трон. По повратку у Енглеску одиграла се битка у којој је гроф од Ворика, сада на Маргаретиној страни, погинуо. Маргарета је била приморана да води војску 4. маја 1471. године, али је била неспремна, што је резултирало њеним поразом. Њен седамнаестогодишњи син је погинуо у бици. Током претходних десет година задобила је репутацију агресивне и немилосрдне краљице, али овај пораз и синовљева смрт су је сломили. Била је затворена у замку Валингфорд све док француски краљ није платио откупнину 1475. године. Следећих седам година живела је у Француској, у релативном сиромаштву. Умрла је 25. аугуста 1482. године. Била је сахрањена у Анжујској катедрали, али њени посмртни остаци су разбацани за време Француске револуције.

## Породично стабло
|  |                                          |  |  |  |  |  |  |  |  |  |  |  |  |  |  |  |
|  | 16. Жан II Добри                         |  |  |  |  |  |  |  |  |  |  |  |  |  |  |  |
|  |                                          |  |  |  |  |  |  |  |  |  |  |  |  |  |  |  |
|  |                                          |  |  |  |  |  |  |  |  |  |  |  |  |  |  |  |
|  | 8. Луј I Анжујски                        |  |  |  |  |  |  |  |  |  |  |  |  |  |  |  |
|  |                                          |  |  |  |  |  |  |  |  |  |  |  |  |  |  |  |
|  |                                          |  |  |  |  |  |  |  |  |  |  |  |  |  |  |  |
|  | 17. Бона Чешка                           |  |  |  |  |  |  |  |  |  |  |  |  |  |  |  |
|  |                                          |  |  |  |  |  |  |  |  |  |  |  |  |  |  |  |
|  |                                          |  |  |  |  |  |  |  |  |  |  |  |  |  |  |  |
|  | 4. Луј II Анжујски                       |  |  |  |  |  |  |  |  |  |  |  |  |  |  |  |
|  |                                          |  |  |  |  |  |  |  |  |  |  |  |  |  |  |  |
|  |                                          |  |  |  |  |  |  |  |  |  |  |  |  |  |  |  |
|  | 18. Charles, Duke of Brittany            |  |  |  |  |  |  |  |  |  |  |  |  |  |  |  |
|  |                                          |  |  |  |  |  |  |  |  |  |  |  |  |  |  |  |
|  |                                          |  |  |  |  |  |  |  |  |  |  |  |  |  |  |  |
|  | 9. Marie of Blois, Duchess of Anjou      |  |  |  |  |  |  |  |  |  |  |  |  |  |  |  |
|  |                                          |  |  |  |  |  |  |  |  |  |  |  |  |  |  |  |
|  |                                          |  |  |  |  |  |  |  |  |  |  |  |  |  |  |  |
|  | 19. Joan, Duchess of Brittany            |  |  |  |  |  |  |  |  |  |  |  |  |  |  |  |
|  |                                          |  |  |  |  |  |  |  |  |  |  |  |  |  |  |  |
|  |                                          |  |  |  |  |  |  |  |  |  |  |  |  |  |  |  |
|  | 2. Рене I Напуљски                       |  |  |  |  |  |  |  |  |  |  |  |  |  |  |  |
|  |                                          |  |  |  |  |  |  |  |  |  |  |  |  |  |  |  |
|  |                                          |  |  |  |  |  |  |  |  |  |  |  |  |  |  |  |
|  | 20. Пере IV од Арагона                   |  |  |  |  |  |  |  |  |  |  |  |  |  |  |  |
|  |                                          |  |  |  |  |  |  |  |  |  |  |  |  |  |  |  |
|  |                                          |  |  |  |  |  |  |  |  |  |  |  |  |  |  |  |
|  | 10. Хуан I од Арагона                    |  |  |  |  |  |  |  |  |  |  |  |  |  |  |  |
|  |                                          |  |  |  |  |  |  |  |  |  |  |  |  |  |  |  |
|  |                                          |  |  |  |  |  |  |  |  |  |  |  |  |  |  |  |
|  | 21. Елеонора од Сицилије                 |  |  |  |  |  |  |  |  |  |  |  |  |  |  |  |
|  |                                          |  |  |  |  |  |  |  |  |  |  |  |  |  |  |  |
|  |                                          |  |  |  |  |  |  |  |  |  |  |  |  |  |  |  |
|  | 5. Јоланда од Арагона (умрла 1442)       |  |  |  |  |  |  |  |  |  |  |  |  |  |  |  |
|  |                                          |  |  |  |  |  |  |  |  |  |  |  |  |  |  |  |
|  |                                          |  |  |  |  |  |  |  |  |  |  |  |  |  |  |  |
|  | 22. Robert I, Duke of Bar                |  |  |  |  |  |  |  |  |  |  |  |  |  |  |  |
|  |                                          |  |  |  |  |  |  |  |  |  |  |  |  |  |  |  |
|  |                                          |  |  |  |  |  |  |  |  |  |  |  |  |  |  |  |
|  | 11. Јоланда од Бара                      |  |  |  |  |  |  |  |  |  |  |  |  |  |  |  |
|  |                                          |  |  |  |  |  |  |  |  |  |  |  |  |  |  |  |
|  |                                          |  |  |  |  |  |  |  |  |  |  |  |  |  |  |  |
|  | 23. Марија Валоа (1344—1404)             |  |  |  |  |  |  |  |  |  |  |  |  |  |  |  |
|  |                                          |  |  |  |  |  |  |  |  |  |  |  |  |  |  |  |
|  |                                          |  |  |  |  |  |  |  |  |  |  |  |  |  |  |  |
|  | 1. Маргарета Анжујска                    |  |  |  |  |  |  |  |  |  |  |  |  |  |  |  |
|  |                                          |  |  |  |  |  |  |  |  |  |  |  |  |  |  |  |
|  |                                          |  |  |  |  |  |  |  |  |  |  |  |  |  |  |  |
|  | 24. Rudolph, Duke of Lorraine            |  |  |  |  |  |  |  |  |  |  |  |  |  |  |  |
|  |                                          |  |  |  |  |  |  |  |  |  |  |  |  |  |  |  |
|  |                                          |  |  |  |  |  |  |  |  |  |  |  |  |  |  |  |
|  | 12. John I, Duke of Lorraine             |  |  |  |  |  |  |  |  |  |  |  |  |  |  |  |
|  |                                          |  |  |  |  |  |  |  |  |  |  |  |  |  |  |  |
|  |                                          |  |  |  |  |  |  |  |  |  |  |  |  |  |  |  |
|  | 25. Marie of Blois-Châtillon             |  |  |  |  |  |  |  |  |  |  |  |  |  |  |  |
|  |                                          |  |  |  |  |  |  |  |  |  |  |  |  |  |  |  |
|  |                                          |  |  |  |  |  |  |  |  |  |  |  |  |  |  |  |
|  | 6. Charles II, Duke of Lorraine          |  |  |  |  |  |  |  |  |  |  |  |  |  |  |  |
|  |                                          |  |  |  |  |  |  |  |  |  |  |  |  |  |  |  |
|  |                                          |  |  |  |  |  |  |  |  |  |  |  |  |  |  |  |
|  | 26. Eberhard II, Count of Württemberg    |  |  |  |  |  |  |  |  |  |  |  |  |  |  |  |
|  |                                          |  |  |  |  |  |  |  |  |  |  |  |  |  |  |  |
|  |                                          |  |  |  |  |  |  |  |  |  |  |  |  |  |  |  |
|  | 13. Софија од Виртемберга                |  |  |  |  |  |  |  |  |  |  |  |  |  |  |  |
|  |                                          |  |  |  |  |  |  |  |  |  |  |  |  |  |  |  |
|  |                                          |  |  |  |  |  |  |  |  |  |  |  |  |  |  |  |
|  | 27. Elizabeth von Henneberg-Schleusingen |  |  |  |  |  |  |  |  |  |  |  |  |  |  |  |
|  |                                          |  |  |  |  |  |  |  |  |  |  |  |  |  |  |  |
|  |                                          |  |  |  |  |  |  |  |  |  |  |  |  |  |  |  |
|  | 3. Изабела од Лотарингије                |  |  |  |  |  |  |  |  |  |  |  |  |  |  |  |
|  |                                          |  |  |  |  |  |  |  |  |  |  |  |  |  |  |  |
|  |                                          |  |  |  |  |  |  |  |  |  |  |  |  |  |  |  |
|  | 28. Рупрехт II Палатинатски              |  |  |  |  |  |  |  |  |  |  |  |  |  |  |  |
|  |                                          |  |  |  |  |  |  |  |  |  |  |  |  |  |  |  |
|  |                                          |  |  |  |  |  |  |  |  |  |  |  |  |  |  |  |
|  | 14. Рупрехт од Немачке                   |  |  |  |  |  |  |  |  |  |  |  |  |  |  |  |
|  |                                          |  |  |  |  |  |  |  |  |  |  |  |  |  |  |  |
|  |                                          |  |  |  |  |  |  |  |  |  |  |  |  |  |  |  |
|  | 29. Беатриса Сицилијанска                |  |  |  |  |  |  |  |  |  |  |  |  |  |  |  |
|  |                                          |  |  |  |  |  |  |  |  |  |  |  |  |  |  |  |
|  |                                          |  |  |  |  |  |  |  |  |  |  |  |  |  |  |  |
|  | 7. Маргарета од Палатината               |  |  |  |  |  |  |  |  |  |  |  |  |  |  |  |
|  |                                          |  |  |  |  |  |  |  |  |  |  |  |  |  |  |  |
|  |                                          |  |  |  |  |  |  |  |  |  |  |  |  |  |  |  |
|  | 30. Фридрих V, бурггроф Нирнберга        |  |  |  |  |  |  |  |  |  |  |  |  |  |  |  |
|  |                                          |  |  |  |  |  |  |  |  |  |  |  |  |  |  |  |
|  |                                          |  |  |  |  |  |  |  |  |  |  |  |  |  |  |  |
|  | 15. Елизабета од Нирнберга               |  |  |  |  |  |  |  |  |  |  |  |  |  |  |  |
|  |                                          |  |  |  |  |  |  |  |  |  |  |  |  |  |  |  |
|  |                                          |  |  |  |  |  |  |  |  |  |  |  |  |  |  |  |
|  | 31. Elisabeth of Meissen                 |  |  |  |  |  |  |  |  |  |  |  |  |  |  |  |
|  |                                          |  |  |  |  |  |  |  |  |  |  |  |  |  |  |  |
|  |                                          |  |  |  |  |  |  |  |  |  |  |  |  |  |  |  |